# Eloria pelocraspeda
Eloria pelocraspeda är en fjärilsart som beskrevs av Collenette 1950. Eloria pelocraspeda ingår i släktet Eloria och familjen tofsspinnare. Inga underarter finns listade i Catalogue of Life.